# 37℃〜日本の恋愛温度を1℃上げよう!〜
『石田衣良プロデュースドラマ 37℃〜日本の恋愛温度を1℃上げよう!〜』（いしだいらプロデュースドラマ さんじゅうななどしぃ〜にっぽんのれんあいおんどをいちどあげよう!〜）は、直木賞作家の石田衣良がプロデュースし、2006年7月23日の15:00 - 16:25（JST）に讀賣テレビ放送で放送されたテレビドラマである。

## 出演
- 緒川たまき
- 遠山景織子
- 坂下千里子
- 志賀廣太郎
- 鈴木一真
- 水橋研二
- 郭智博
- 小沢日出靖
- 島村典子
- 石橋正高
- 東條紗里伊
- 石田衣良
- 福地香代
- 恩地我空

## スタッフ
- 脚本：三浦有為子
- 演出：白川士
- CM演出：遠藤光貴
- 企画：中原香澄、村上高明、朝倉雅彦、平野榮一
- プロデューサー：霜田一寿、梅田玲子
- チーフプロデューサー：田中壽一
- 企画協力：博報堂DYメディアパートナーズ
- 制作協力：THE WORKS
- 制作著作：読売テレビ

## 協賛・スポンサー
（下記2社は、ドラマの中でも製品が出てきたり、ホームページから応募する視聴者プレゼントにも商品提供している）
- TOYOTA
- SUNTORY